# Synchlora trujilloi
Synchlora trujilloi là một loài bướm đêm trong họ Geometridae.